# Litsea muelleri
Litsea muelleri là loài thực vật có hoa trong họ Nguyệt quế. Loài này được Rehder miêu tả khoa học đầu tiên năm 1935.